# Kozaki Hiromichi

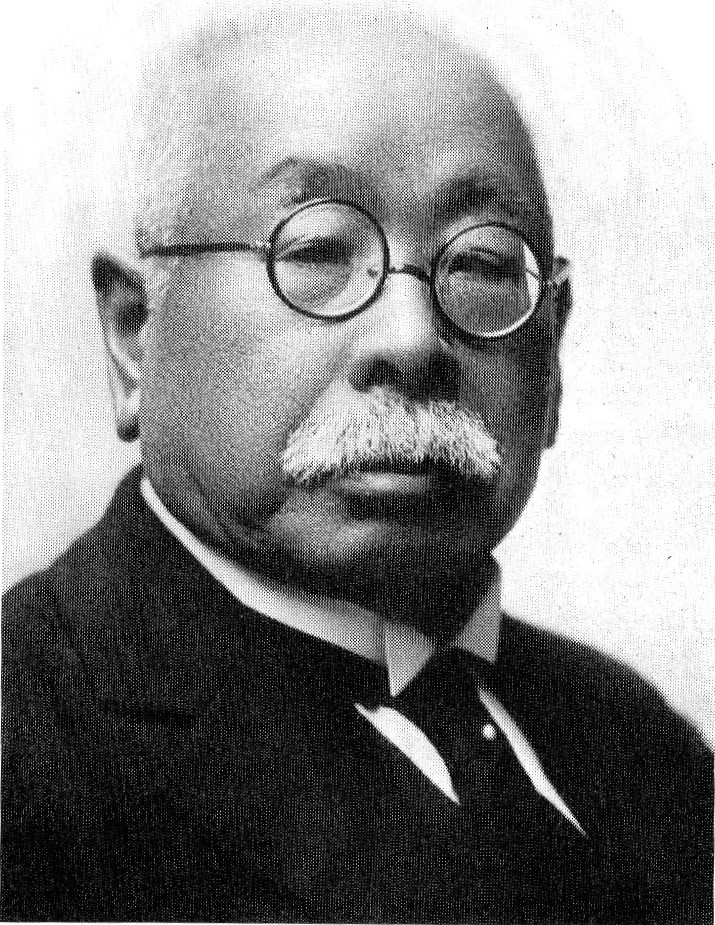
Kozaki Hiromichi

Kozaki Hiromichi (japanisch 小崎 弘道; geboren 17. Mai 1856 im Kreis Takuma, Provinz Higo (heute Kumamoto-shi, Kumamoto-ken); gestorben 26. Februar 1938) war ein japanischer Christ und Pädagoge. 

## Leben und Wirken

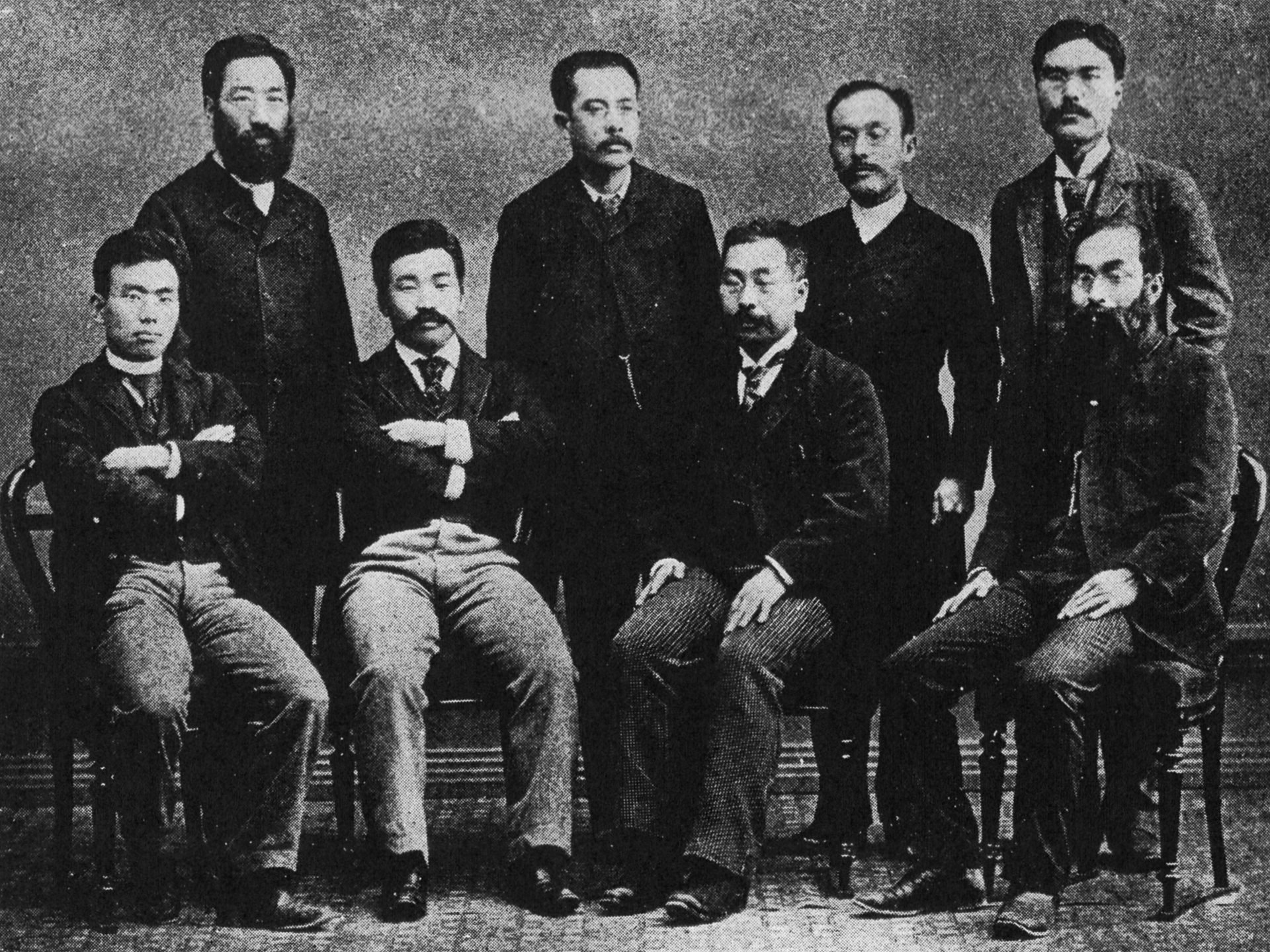
Die „Kumamoto-Clique“

Kozaki Hiromich wurde in Kumamoto als Sohn eines Hatamoto des Kumamoto-han geboren. 1871 trat er in die neu gegründete höhere Schule „Kumamoto Yōgakkō“ (熊本洋学校) ein. Er wurde 1876 vom geistlichen Lehrer Leroy Lansing Janes (1838–1909) getauft und gehörte zur sogenannten „Kumamoto-Clique“, zu der die 1857 und 1858 Geborenen gehörten. Im selben Jahr begann er ein Studium an der „Dōshisha-Englisch-Akademie“. Nach dem Abschluss an der Schule im Jahr 1879 gründete er die „Shinsakana-chō-Kirche“ (新肴町教会) im Bezirk Kyōbashi von Tokio und wurde dort Pastor.
Im folgenden Jahr 1880 gründete Kozaki, zusammen mit Uemura Masahisa und Honda Yōitsu (本多 庸一; 1849–1912), die „Kiristo-kyō seinen–kai“ (基督教青年会), also den japanischen Ableger des Christlichen Vereins Junger Menschen, und gab die Zeitschrift „Rikugō zasshi“ (六合雑誌) – das „Rikugō-Magazin“ heraus. 1886 veröffentlichte er sein Buch „Seikyō shinron“ (政教新論) – „Neue Überlegungen zum richtigen Glauben“, in dem er das Christentum im Gegensatz zum Konfuzianismus darstellte.
Als 1890 Niijima Jō starb, wurde Kozaki Rektor und Präsident der Dōshisha-Universität. Seit 1899 war er Pastor der „Reinanzaka-Gemeinde“ (霊南坂教会) in Tokio. Von 1913 bis 1922 war er Vorsitzender der „Japan Christian Church Alliance“ (日本基督教会同盟) und ein zentraler Führer des japanischen Protestantismus. Mit Ebina Danjō (1856–1937) und Miyagawa Tsuneteru (1857–1936) gehörte er zu den „Kumiaikyōkai no san genrō“ (組合教会の三元老) – den „Drei großen Alten des Kirchenverbandes“.